# The Marrow of a Bone
Albums de Dir En Grey
Withering to Death.
(2005) Decade 1998-2002
Decade 2003-2007
(2007)
Singles
1. Clever Sleazoid
Sortie : 21 septembre 2005
2. Ryoujoku no Ame
Sortie : 26 juillet 2006
3. Agitated Screams of Maggots
Sortie : 15 novembre 2006

The Marrow of a Bone (マロウ・オブ・ア・ボーン) (stylisé THE MARROW OF A BONE) est le sixième album du groupe de rock japonais Dir En Grey. Il est sorti le 7 février 2007 au Japon et au cours des mois suivants en Europe, et aux États-Unis.

## Liste des titres
Toutes les paroles sont écrites par Kyo, toute la musique est composée par Dir En Grey.
| 1.  | Conceived Sorrow                                                        | 4:49 |
| 2.  | Lie Buried with a Vengeance                                             | 2:43 |
| 3.  | The Fatal Believer                                                      | 3:11 |
| 4.  | Agitated Screams of Maggots                                             | 2:57 |
| 5.  | Grief                                                                   | 3:38 |
| 6.  | Ryoujoku no Ame (凌辱の雨)                                              | 4:03 |
| 7.  | Disabled Complexes                                                      | 3:56 |
| 8.  | Rotting Root                                                            | 4:45 |
| 9.  | Namamekashiki Ansoku, Tamerai ni Hohoemi (艶かしき安息、躊躇いに微笑み) | 4:38 |
| 10. | The Pledge                                                              | 3:55 |
| 11. | Repetition of Hatred                                                    | 4:33 |
| 12. | The Deeper Vileness                                                     | 3:46 |
| 13. | Clever Sleazoid                                                         | 3:12 |

| 1. | Namamekashiki Ansoku, Tamerai ni Hohoemi (艶かしき安息、躊躇いに微笑み) (Unplugged) | 4:29 |
| 2. | Conceived Sorrow (Unplugged)                                                        | 4:59 |
| 3. | The Pledge (Unplugged)                                                              | 3:51 |